# Bẫy Rồng
Bẫy Rồng (comercialitzada internacionalment com Clash) és una pel·lícula d'acció i d'arts marcials vietnamita dirigida el 2009 de Le Thanh Son i protagonitzada per Johnny Tri Nguyen i l'actriu i cantant Veronica Ngo.Johnny Tri Nguyen i Veronica Ngo havien aparegut recentment junts a la pel·lícula de 2007 Dòng Máu Anh Hùng.

## Argument
Trinh, amb nom en clau Phoenix (Ngo Thanh Van), una encarregada de la mafia, ha de completar una sèrie de treballs de crim organitzat per al seu cap Hac Long (Hoang Phuc Nguyen) per aconseguir l'alliberament de la seva filla segrestada. Ella contracta diversos mercenaris per ajudar-la, inclòs Quan sobrenomenat Tiger (Johnny Tri Nguyen), pel qual se sent atreta. La relació de Trinh i Quan es complica ja que es fa obvi que les seves motivacions no són les mateixes.

## Repartiment
- Johnny Tri Nguyen com Quan / Tiger
- Veronica Ngo com a Trinh / Phoenix
- Hoang Phuc com a Hac Long
- Lam Minh Thang com Cang / Snake
- Hieu Hien com a Phong / Ox
- Tran The Vinh com Tuan / Hawk
- Dang Trung Tuan com A Lu
- Nguyen Hau com A Thoong
- Ly Anh Kiet com a Minh
- Tran Huu Phuc com a Thanh
- Dien Thai Minh com a Hai
- Tawny Truc Nguyen com a assassina
- Alain Bruxelles com a gàngster francès
- François de la Torre com a gàngster francès
- Jérôme com a gàngster francès
- Thomas Michel Meyer com a gàngster francès
- David Minetti com a gàngster francès
- Rémi Recher com a gàngster francès
- Yann Williot com a gàngster francès